# Geologisk CO₂-lagring
Geologisk CO2-lagring (også kaldet CCS efter engelsk: Carbon Capture and Storage, carbon capture and sequestration eller carbon control and sequestration) betegner processer, hvorved CO2 lagres fysisk i underjordiske hulrum eller lagres som kemiske forbindelser, hvor molekylært CO2 indlejres i et mineral, og på denne måde ophører med at være rent CO2. Begge de to nævnte metoder er almindeligt anerkendt som mulige partielle løsninger på klimaproblematikken, hvorved det globale kulstofkredsløb kan ændres med nye flux'er og reservoirer.

## Lagring af CO2i undergrunden
Kuldioxidkoncentrationen i atmosfæren øges med menneskets teknologiske udvikling. Ganske vist bliver moderne teknologi både renere og mere effektiv end gammel, men der er mere af den og den gamle bliver for sjældent kasseret. Samtidig er gamle ulande på vej til at blive ilande med tilhørende forbrug og CO2-udledning. Det kan derfor blive nødvendigt at reducere kuldioxidkoncentrationen i atmosfæren direkte "før det går galt".
Lagring af CO2 kan enten ske i kemisk ren form i dybe underjordiske kamre, eller bundet i uorganiske mineraler som fx FeCO3. Fordelen ved det førstnævnte er at det er simplere. Fordelen ved det sidstnævnte er, at risikoen for utilsigtede udslip med katastrofale konsekvenser begrænses markant.

### Fysisk lagring af CO2
Fysisk lagring af CO2 som gas, flydende eller fast stof kan forekomme i flere forskellige typer af geologiske lag i undergrunden. Disse lag kendes fra olie- og gasefterforskning, søgen efter geotermiske reservoirer og fra regionale geologiske kortlægninger. Lageret kan bestå af geologiske enheder med stor porøsitet og permeabilitet så som sand- eller kalklag. For at sikre, at kuldioxiden ikke bevæger sig opad og slipper ud til atmosfæren, skal dækbjergarten over lageret være gastæt og plastisk.
Tryk og temperatur stiger med dybden når man borer ned i jorden. Ved 800 meter er trykket omtrent fem gange det ved jordoverfladen. Ved dette tryk går CO2 fra gasfase til flydende form. Hvis man komprimerer kuldioxid og lagrer det i underjordiske kamre mere end 800 meter nede, kan man således forholdsvis let opbevare store mængder. GEUS vurderer at Danmark kan lagre 500 års udslip i sin undergrund.
Før et lager kan etableres, skal der udføres nøje geologiske forundersøgelser, som skal sikre, at lagrene er egnede og at kapaciteten er så stor, at det kan fungere i mindst 30 år – det er tidshorisonten for et almindeligt kraft/varmeværk. Der må desuden lægges planer for en overvågning af lageret i en længere årrække. Rent teknisk minder lagring af CO2 i reservoirer med salt porevand (kaldet saline akviferer) meget om lagring af naturgas, som det fx sker i Energinets gaslager i Stenlille på Sjælland og omtrent 100 andre steder i Europa.
Der er dog væsentlige forskelle:
- CO2 opløst i vand danner den svage syre kulsyre: CO2 + H2O → H2CO3, som kan påvirke bjergarten i reservoiret og dæklagene.

- CO2 skal helst blive i reservoiret i tusinder af år eller mere.

Kulsyre, ligesom alle andre syrer, kan opløse kalk. Dette kender vi fra vores hverdag når, elkedlen afkalkes med eddikesyre. Det skyldes, at kalk er basisk og at syrer og baser altid reagerer med hinanden. Hvis nogle af dæklagene i et udvalgt reservoir viser sig at være kalkholdig, kan det opløste kulsyre derfor med tiden nedbryde kammerets gastætte integritet. Dette kan føre til store mængder udslip af CO2 tilbage til atmosfæren. Hvis dette skulle ske meget pludseligt, vil det få ganske katastrofale konsekvenser for jordens klima.
Men selv hvis det ikke sker pludselig, kan det stadig være et problem med udslip og det debatteres derfor fortsat, hvor lang tid et sådan tænkt lager skal kunne holde tæt.

### Kemisk lagring af CO2i form af mineraler
Langt størstedelen af den CO2, vi har på jorden, findes allerede bundet i karbonatmineraler.
Kulstofbinding – fx ved at reagere naturligt forekommende Mg- og Ca-indeholdende mineraler med CO2 og derved danne karbonater – har mange unikke fordele. Mest bemærkelsesværdigt er det faktum, at karbonater har en lavere energitilstand end CO2, hvilket er grunden til, at karbonater er termodynamisk mere favorable og forekommer naturligt. Eksempelvis som forvitring af bjergarter over geologiske tidsperioder.
Yderligere er råmaterialerne, så som magnesiumbaserede mineraler i stort omfang tilgængelige naturligt. Endelig er de naturligt producerede karbonater meget stabile, og derfor er genudslip af CO2 til atmosfæren slet ikke et problem.
Dog er almindelige karbonat dannelse langsomme under almindelige temperatur- og trykforhold. Forskergruppen Goldberg, Chen, O’Connor, Walters og Ziock (1998) forsøger i den refererede artikel at identificere en industriel anvendelig og samtidig miljømæssig forsvarlig rute til implementering af CO2, under hensyntagen til økonomiske hensyn.
I CO2-bindingsprocessen reagerer CO2 med metal-oxygenforbindelser (metaloxider), som producerer stabile karbonater. Denne proces foregår naturligt over mange år og er ansvarlig for meget af den kalksten, som forekommer på jordens overflade. Reaktionshastigheden kan gøres hurtigere, fx ved at reagere ved højere temperaturer og/eller tryk, eller ved at forbehandle mineralerne. Dog kræver alle disse tiltag naturligvis mere energi. IPCC estimerer, at et kraftværk udstyret med denne teknologi har brug for 60-180% mere energi end et traditionelt kraftværk uden (kapitel 7, side 321 og 330).
Den følgende tabel viser forskellige siliciumholdige mineraler, som forekommer naturligt i jordskorpen, deres reaktion med CO2, samt Gibbs fri energi for reaktionen.
Gibbs fri energi er et udtryk for, om en reaktion er tilbøjeligt til at foregå den ene eller anden vej (mod produkt eller reaktant). Negative værdier betyder, at produktet favoriseres.
| Mineraltype | Mineral     | Reaktion: Silicat(mineral) + CO2(drivhusgas) | Produkt: Karbonat(mineral) + Kvarts (bjergart; sand, glas) | Gibbs fri energi (kJ/mol) |
| ----------- | ----------- | -------------------------------------------- | ---------------------------------------------------------- | ------------------------- |
| Oliviner    | Fayalit     | Fe2SiO4 + 2 CO2                              | 2 FeCO3 + SiO2                                             | -47                       |
|             | Forsterit   | Mg2SiO4 + 2 CO2                              | 2 MgCO3 + SiO2                                             | -66,5                     |
| Pyroxener   | Ferrosilit  | FeSiO3 + CO2                                 | FeCO3 + SiO2                                               | -19,7                     |
|             | Wollastonit | CaSiO3 + CO2                                 | CaCO3 + SiO2                                               | -34,4                     |
|             | Enstatit    | MgSiO3 + CO2                                 | MgCO3 + SiO2                                               | -26,1                     |

Det ses af reaktionerne i tabellen at CO2 går fra at være en fri gasart til at være bundet i forskellige karbonatmineraler, afhængig af hvilken silicat det har reageret med.

#### Succesfuld langtidslagring af CO2i basalt
"Nydannet" vulkansk basalt reagerer med kuldioxyd opløst i vand under dannelse af kalksten og kan dermed anvendes til langtidssikker geologisk CO2-lagring.

### Fordele og ulemper ved Fysisk / Kemisk lagring
Fordelene ved fysisk lagring ligger lige for; den nødvendige viden og teknologi eksisterer allerede i dag. Ulemperne lige så; faren for udslip eksisterer – med garanterede katastrofale følger. De meget store mængder nødvendig lagerplads gør også ideen svært spiselig for mange eksperter. Eksempelvis vil et stort kulfyret kraftværk med et årligt CO2 udslip på 8 millioner ton kræve 10 millioner kubikmeter underjordisk plads om året. Hvis kraftværket har en levetid på 30 år bliver det til 300 millioner kubikmeter udledt CO2. Så store underjordiske kamre, er der endnu ikke fundet mange af. Alternativt kan man selvfølgelig flytte rundt på CO2'en med rør eller lastbiler, men det koster naturligvis også penge og energi.
Kemisk lagring af CO2 i form af mineraler har mange fordele i forhold til fysisk lagring. Når CO2'en er bundet slipper den ikke fri igen, må siges at være den vigtigste. Mængden af CO2 bundet i karbonater er 40.000 gange større end mængden i atmosfæren. Selv hvis man forestiller sig en total lagring af CO2 i karbonat vil der derfor ikke komme relativt meget mere til. I modsætning hertil står opbevaring i oceanerne, som kun indeholder 52 gange mere CO2 end atmosfæren.
Karbonatlagring er klart at foretrække frem for fysisk og/eller maritim lagring, omend der stadig er et stykke vej før metoden kan implementeres industrielt.
Selvom CO2 lagring ser lovende ud, er de fleste forskere enige om at det ikke er en permanent løsning, men blot et mellemstadie på vej mod en mere bæredygtig fremtid. Den nye løsning på klimaproblematikken må indeholde energiproduktion uden eller kun med minimalt udslip af drivhusgasser. Nutidige eksempler herpå er de vedvarende energiformer vindenergi, vandkraft og solenergi samt atomenergi. Om hvorvidt det er nødvendigt og anbefalelsesværdigt at forske og investere i en midlertidig løsning er til stor debat. Modstandere mener ikke det er uoverkommeligt at springe mellemløsningen over og alene satse på vedvarende energi eller atomkraft.

## Hvorfor overhovedet oplagre CO2?
De sidste 150 år er koncentrationen af CO2 i atmosfæren vokset markant. Mange forskere mener, at dette skyldes menneskers udledning i forbindelse med produktion og udvikling. Hvis der udvikles bæredygtige eller ligefrem CO2-neutrale produktionsmetoder, kan den menneskelige udledning mindskes. Et eksempel på en metode til CO2-neutralisering, som ikke kræver total omlægning af de nuværende produktionsmetoder, er lagring af CO2 i undergrunden eller i mineralske bjergarter. Dette forekommer lettere end mange alternativer – hvis CO2'en kan hentes ud af fabrikkens røgafgasning, fordi man så ikke behøver ændre på den almindelige produktionsprocedure.

### CO2
Gasarten CO2 er en uundgåelig del af vores hverdag. Den findes naturligt i vore omgivelser og er også kendt som kultveilte (gammelt navn), kuldioxid eller tøris.
Gassen anvendes til mange formål, blandt andet som tilsætningsstoffer i øl, sodavand og is og i brandslukkere til elektronik (også kaldet CO2-slukkere).
CO2 produceres i en hvilken som helst forbrænding af organisk stof, fx glukose i kroppens fordøjelsessystem:
og naturgas i et komfur:

#### Drivhuseffekt
Ideen om drivhuseffekten handler om jordens energiregnskab. Jorden modtager den største del af sin energi fra solen. Solens energi i form af lys trænger let gennem jordens atmosfære som kortbølget stråling og omdannes i de øverste dele af jordoverfladen, havet, planter og bygninger til varme. Udstråling fra de opvarmede overflader sker som langbølget varmestråling. Denne type energibølger kan fanges og tilbageholdes af drivhusgasser og vanddamp i atmosfæren.
De vigtigste af drivhusgasserne listes herunder i rækkefølge efter volumen-koncentrationen i atmosfæren. Enheden ppm står for parts per million (1/1.000.000) og ppb står for parts per billion(1/1.000.000.000). Enhederne ppm og ppb er altså relative angivelser, præcis som % og ‰.
- Vanddamp (H2O) 0-5%
- Kuldioxid (CO2) 360 ppm (= 0,036%)
- Metan (CH4) 1,7 ppm
- Lattergas (N2O) 0,3 ppm
- Hydrofluorkarboner (HFC'er) 0,4 ppb
- Perfluorkarboner (PFC'er) 0,1 ppb
- Svovlhexafluorid (SF6) 0,004 ppb

#### CO2som drivhusgas
Af de nævnte gasarter er kuldioxid den mindst effektive drivhusgas. De andre gasarter kan absorbere mere energi i form af lys i det energirige infarøde spektrum og/eller har en længere levetid i atmosfæren end CO2. Kuldioxid som drivhusgas kommer kun til udtryk i forhold til de andre nævnte i kraft af dens voldsomt højere koncentration i atmosfæren. Samt at koncentrationen har været støt stigende de sidste 100 år.
Vanddampkoncentrationen er meget varierende og stammer næsten udelukkende fra fordampning fra have og søer. Da fordampningen øges med temperaturen dannes en positiv feedback.
For at få et let overblik over udviklingen i drivhuseffekten omregnes alle drivhusgasser til CO2-ækvivalenter.

## Olieproduktion
Ved olieproduktion frigøres diverse gasser, hovedsageligt metan fra råolien ved udgasning. Kondensatet er flydende i dybden, men gasserne frigøres ved det lave tryk på jordoverfladen. Mange steder afbrændes naturgassen i pyrolysetårne af sikkerhedshensyn, mens det i Nordsøen indsamles til forbrug. CO2 fra råolien udledes, med yderst få undtagelser, direkte til atmosfæren. CO2 i råolien kommer fra bakteriers metabolisme, før aflejringen dræbte disse.

### Merudvinding
Da oliefelterne er gastætte, kan CO2 pumpes ned og øge trykket som i en spraydåse. Dette kan øge de dybere boringers indvindingsgrad, efterhånden som olien fjernes.
Omtrent 30 til 50 millioner tons CO2 pumpes årligt ned i amerikansk kontrollerede oliefelter. Dette kan forekomme attraktivt, da man allerede har stor viden om kuls, olies og gas' geologi og indtægterne fra den øgede olieudvinding kan trækkes fra udgifterne til CO2-nedpumpningen. Ulemper er bl.a., at gamle oliefelter ofte ligger meget spredt og ikke har særlig stor kapacitet hver for sig. Ligesom efterfølgende afbrænding af den ekstra udvundne olie antagelig vil eliminere hele den opnåede reduktion i CO2-udledning.